# Dampten
Dampten is een vermoedelijk verdronken dorp ten zuiden van de Noord-Hollandse gemeente Hoorn, in de Hoornse Hop. De locatie van het, volgens overlevering, kerkdorp is (nog) niet bekend. Velius plaatst het dorp in zijn kroniek ten zuidwesten van de huidige binnenstad. Hierbij vermeldt hij ook dat Hoorn vernoemd is naar het dorp in de vorm van Dampterhorn. Waarbij het deel Dampten verdween, met het heengaan van het dorp Dampten. De locatie van Velius is goed mogelijk, omdat er ook verdwenen dijken op de bodem van het Hoornse Hop zijn gevonden.

## Geschiedenis
Dampten lag achter de zeedijk die van het West, in Hoorn, in een rechte lijn naar Schardam liep, maar de precieze locatie is niet bekend. Tussen 1248 en 1288 vonden er meerdere zware stormen plaats op de Zuiderzee. Door deze stormen zijn er ook meerdere dijken en delen van de Westfriese Omringdijk doorgebroken. Vermoedelijk is hierbij ook het land tussen Schellinkhout en Lutje Schardam rond 1286 onder water gelopen. Rond dezelfde tijd werden er ook nieuwe dijken aangelegd achter de oude zeedijken. Door stormen in 1287 en 1288 raakten de zeedijken zodanig beschadigd dat die het water niet langer tegen konden houden. Nadien werden de nieuw aangelegde dijken de nieuw zeedijken.
In grafelijke rekeningen van 1311 en later komt het dorp in ieder geval niet meer voor. Hoorn wordt in datzelfde jaar vermeld als de banne Horne

## Trivia
- Naar het dorp is ook de straat Dampten vernoemd.
- Tot 1933 bevond zich in de gemeente Hoorn nog een waterstaatkundige banne Dampten. Deze bevond zich ten westen van het Keern. Ten oosten lag de banne Hoorn.[7]